# Putte Andersen
Putte Andersen er en 18-årig pige fra voksen-julekalenderen Andersens julehemmelighed fra 1993. Hun er spillet af skuespilleren Søren Hauch-Fausbøll. Putte er en af de mest berømte figurer fra julekalenderen.

## Beskrivelse
Putte Andersen er født d. 20/9 atten år før Andersens julehemmeligheds start. Hun er enebarn og bor sammen med sin far Tage og mor Åse. Putte ønsker brændende at få flere former, så hun samler sammen (i sin Brigitte Nielsen sparegris) til at få lavet nye bryster. Hun bliver forelsket i Gas- og Vandmesteren (der i virkeligheden er nissen Frits (Søren Østergaard) i forklædning) og synger en sang om ham flere gange i løbet af julekalenderen. Hun er desuden i gang med at læse en romantisk bog, der hedder 'Følelser i Bruxelles'. Hun læsper desuden en del. 
Putte har langt, blond hår – bortset fra d. 18. december, da hun ved et uheld farver sit hår rødt – og går rundt i det samme sæt tøj gennem hele julekalenderen, på nær hendes natkjole, en grøn kjole i de senere afsnit og en rød kjole i afsnit 24. Hun går altid rundt i et par lyserøde Converse All-Star sko.
Jul er et tabu hos familien Andersen, men Putte læser i julekataloger i smug under sin dyne.